# Phare de Tostón
Le phare de Tostón ou phare d'El Coltillo est un phare situé à La Oliva au nord-ouest de l'île de Fuerteventura, dans les Îles Canaries (Espagne). Le phare est situé dans le village d'El Cotillo , et avec les autres feux du phare de Punta Pechiguera e du phare de Punta Martiño, marque le détroit de La Bocayna (en) qui sépare Lanzarote de Fuerteventura.
Il est géré par l'autorité portuaire de Las Palmas de Gran Canaria (Autoridad Portuaria de Las Palmas).

## Histoire
Le phare actuel est le troisième d'une succession de lumières qui ont opéré sur le site du promontoire de Punta Tostón, également connu sous le nom de Punta de la Ballena.
Le premier phare a été mis en service en 1897 et se composait d'une tour de maçonnerie simple de 7 mètres, avec une lanterne, positionnée en coin de la maison du gardien de plain-pied. Dans les années 1950, une nouvelle tour en béton de 15 mètres a été construite, qui a également été remplacée par une tour plus grande dans les années 1980. Cette tour de béton de 30 m, qui est en blanc avec des bandes rouges, a une hauteur focale de 35 m au-dessus de la mer. Sa lumière peut être vue pendant 14 milles nautiques et émet un éclair de lumière blanche toutes les huit secondes.
La maison du gardien d'origine a été rénovée et réutilisée en tant que musée avec un petit café. Les visiteurs du musée, qui contient une exposition décrivant la pêche traditionnelle de l'île, peuvent aussi grimper au sommet de la tour du deuxième phare des années 1950.
Un sentier pédestre auto-guidé de 1 km circule autour des phares. Les bornes multilingues décrivent la géologie, les coquillages et la faune trouvés sur le promontoire. Le plus remarquable est la description de l'Aljibe (un puits à eau), un système de collecte d'eau, à côté de la route menant au phare, qui servait à fournir de l'eau potable aux gardiens et à leurs familles.
Identifiant : ARLHS : CAI-058 ; ES-12220 - Amirauté : D2792 - NGA : 113-24040 .
|                          |
| Le premier phare (Musée) |

|          |
| Le phare |

### Lien connexe
- Liste des phares des îles Canaries